# BMW R 45
Die BMW R 45 ist ein Mittelklasse-Motorrad von BMW mit Boxermotor, das von 1978 bis 1985 gebaut wurde.
1979 hatte es die R 45 in der 27-PS-Klasse an die Spitze der meistverkauften Motorräder in Deutschland geschafft. Bis zur Modellpflege 1980 waren 15.905 R 45 hergestellt worden, bis zum Ende der Bauzeit 28.158 Maschinen dieses Typs.

## Modellgeschichte
Mitte der 1970er Jahre begann BMW mit der Entwicklung neuer Mittelklasse-Motorräder. Die Modelle sollten sich auch äußerlich von den größeren Modellen unterscheiden.  Eine BMW R 65 kam mit größerem Hubraum von 650 cm³ als R 65 und R 65 LS auf den Markt. Nebenaggregate und Getriebe stammen von den größeren Modellen.

## Technik

### Motor und Getriebe
Der Motor ist ein luftgekühlter Zweizylinder-Viertakt-Motor. Bei einer Bohrung von 70 mm und einem Hub von 61,5 mm ergibt sich ein Hubraum von 473 cm³. Bei einer Drehzahl von 6500/min erreicht der Motor seine Höchstleistung von 20 kW (27 PS). Die Gemischaufbereitung erfolgt durch 2 Gleichdruckvergaser der Marke Bing. Die Schmierung arbeitet nach dem Prinzip der Druckumlaufschmierung.
Die Kupplung ist eine Einscheiben-Trockenkupplung. Das Getriebe hat fünf Gänge und ist klauengeschaltet.
Ein weiteres Kennzeichen der BMW-Boxer-Motorräder ist der fast wartungsfreie Kardanantrieb. Im Gegensatz zu einer Rollenkette rotiert die Kardanwelle von Schmutz geschützt im Kardantunnelgehäuse und benötigt nur gelegentlich einen Kardanölwechsel. Auch der Hinterradausbau ist einfacher als bei einem Motorrad mit Kette. Bei einem Motorrad mit Kettenantrieb fallen immer wieder Kosten für den Austausch der Kette und der dazugehörigen Zahnräder (Ritzel) an. Da die Kurbelwelle bauartbedingt längs der Fahrzeugachse rotiert, ist am Hinterrad nur eine Umlenkung  von 90 Grad erforderlich.
Aufgrund der einfachen, aber robusten Technik hat sich die BMW R 45 innerhalb der vergangenen Jahre vom ehemaligen Fahrschul- und Anfängermotorrad zum gesuchten Youngtimer für den Einstieg in die Schrauberszene entwickelt.

## Formgestaltung
Für die eher schlichte Form war BMW-Chefdesigner Hans A. Muth (* 1935) verantwortlich. Ausgestattet war das Fahrzeug sehr gut. Das Bordwerkzeug war von guter Qualität, ein Verbandkasten befand sich unter der Sitzbank.
Der Preis der R 45 lag nur knapp unter dem der R 65. BMW verkaufte die R 65 für 7290 DM und subventionierte damit die R 45, die für 5880 DM angeboten wurde.

## Modellpflege
1981 wurde die R 45 (und die R 65) überarbeitet: Die Zylinder erhielten eine Nikasil-Beschichtung statt der eingegossenen Grauguss-Laufbuchse, wodurch sie haltbarer und leichter wurden, die Zündung wurde von Unterbrecher- auf Transistorzündung umgestellt, die Kupplung wurde mit einer übersetzten Tellerfeder ausgerüstet und dadurch leichtgängiger, die Ölwanne wurde vergrößert, die Kurbelwellenschmierung wurde optimiert. Ein zweites Interferenzrohr für den Auspuff sollte helfen, die Lebenserwartung der Motoren zu steigern. Der Chokehebel wurde vom Motorblock nach oben an die linke Lenkerarmatur verlegt und der Luftfilter wurde als Plattenfilter mit schwarzem Gehäuse ausgeführt.

BMW R 45 Boxermotor (ab 1981)

## Ausführungen
Die BMW R 45 gab es in zwei Ausführungen: Eine leistungsschwächere N-Version mit 20 kW (27 PS) und eine stärkere S-Variante mit 26 kW (35 PS), für die eine Höchstgeschwindigkeit von 160 km/h angegeben wurde. Der Listenpreis lag bei 5.880 DM.
Bei ansonsten gleichem Rahmen und Grundmotor gab es das hubraumgrößere Modell BMW R 65 mit 649,6 cm³ und 33 kW (45 PS) beziehungsweise ab 1981 mit 37 kW (50 PS).